# تاوی الما
تاوی الما (انگلیسی: Taavi Eelmaa؛ زادهٔ ۱۵ ژوئن ۱۹۷۱) هنرپیشه اهل استونی است.
از فیلم‌ها یا برنامه‌های تلویزیونی که وی در آن نقش داشته‌است می‌توان به ابله اشاره کرد.